# Lasturová republika
Lasturová republika (anglicky Conch Republic) je jednostranně vyhlášený, mezinárodním společenstvím neuznávaný stát na ostrovech Florida Keys na jihu USA. 

## Historie

### Vznik
Obyvatelé souostroví se tradičně zabývali pašeráctvím a převáděním ilegálních přistěhovalců, jak popisuje např. Ernest Hemingway v románu Mít a nemít.  Vláda prezidenta Reagana se tomu rozhodla učinit přítrž a v dubnu 1982 pohraniční stráž zavedla kontroly na tzv. zámořské dálnici (Overseas Highway), což je téměř 200 km dlouhý most spojující ostrovy s pevninou. Toto opatření zkomplikovalo život místním obyvatelům a poškodilo turistický ruch. Na dálnici se tvořily až 30 kilometrové dopravní zácpy a každého, kdo se rozhodl přejet na pevninskou část Floridy, čekaly několikahodinové kolony a prohlídky aut a všeho v nich. Tehdejší starosta města Key West Dennis Wardlow proto podal formální stížnost, která však byla soudem zamítnuta. Na to zareagoval prohlášením, že pokud federální vláda jedná s ostrovany jako s cizinci, tak mají právo vyhlásit nezávislost. Proto byla 23. dubna 1982 vyhlášena samostatná Lasturová republika a byly vytvořeny státní symboly. Státním heslem se stala věta „We seceded where others failed.“ („Oddělili jsme se, kde jiní selhali“, slovní hříčka na obvyklé „We succeeded where others failed“, „Uspěli jsme, kde jiní selhali“).

### Válka s USA
V rámci protestu se starosta Wardlow prohlásil za předsedu vlády Lasturové republiky a následně vyhlásil Spojeným státům válku, načež měl údajně přetáhnout muže v uniformě amerického námořnictva bagetou přes hlavu. Snad i kvůli obavě odplaty se samozvaný premiér do minuty oficiálně vzdal a ihned poté zažádal o zahraniční finanční pomoc ve výši jedné miliardy dolarů. Události z dubna 1982 jsou v Key West dodnes součástí místního folklóru a tato úsměvná událost měla i reálný dopad – zátarasy a kontrolní stanice byly brzy nato odstraněny.
Po dalších více než deset let panoval mezi ostrovany a USA mír a harmonie, až do dne označovaného jako invaze. 20. září 1995 místní rozhlasová stanice WPIK oznámila, že 478. prapor pro civilní záležitosti americké armády plánuje provést cvičení spočívající v invazi a obsazení ostrova. Armáda o operaci neinformovala představitele Key West a ti to vzali jako útok na svůj suverénní národ a vyzvali obyvatele k obraně. Na druhý den zaútočila flotila hasičských člunů a soukromých plavidel na lodě námořnictva a pobřežní stráže v přístavu Key West pomocí vodních hadic, vodních balónů a salvami kubánského chleba a lasturových lívanců. Útok zaskočil námořní velení nepřipravené, alespoň z pohledu public relations, a místní velitel nakonec nařídil svým mužům, aby složili zbraně. Americké pozemní jednotky pokoušející se vstoupit na ostrov po mostě potkal podobný osud, když jim cestu zablokovala síla 200 místních obyvatel a odmítla je nechat projít, dokud formálně nepožádají o povolení. Situace nakonec skončila pokojně a armáda později toho dne poslala dopis, v němž uvedla, že cvičení „v žádném případě nemělo zpochybňovat suverenitu Lasturové republiky“. Vztahy se tak uklidnily a jediným dalším krátkým vzplanutím bylo, když Lasturová republika v roce 2006 anektovala opuštěný Seven Mile Bridge.

### Současnost
Lasturová republika neoficiálně existuje i nadále jako žertovná turistická atrakce a je uváděna jako jeden z nejznámějších příkladů mikronároda. Na webových stránkách je možné například zakoupit pas (za 100 $) nebo se nechat naverbovat do ozbrojených sil. Na ostrovech lze najít několik zajímavostí, mezi které patří např. dům Ernesta Hemingwaye nedaleko ulice Duval Street ve městě Key West, nebo nejjižnější bod Spojených států.

## Galerie

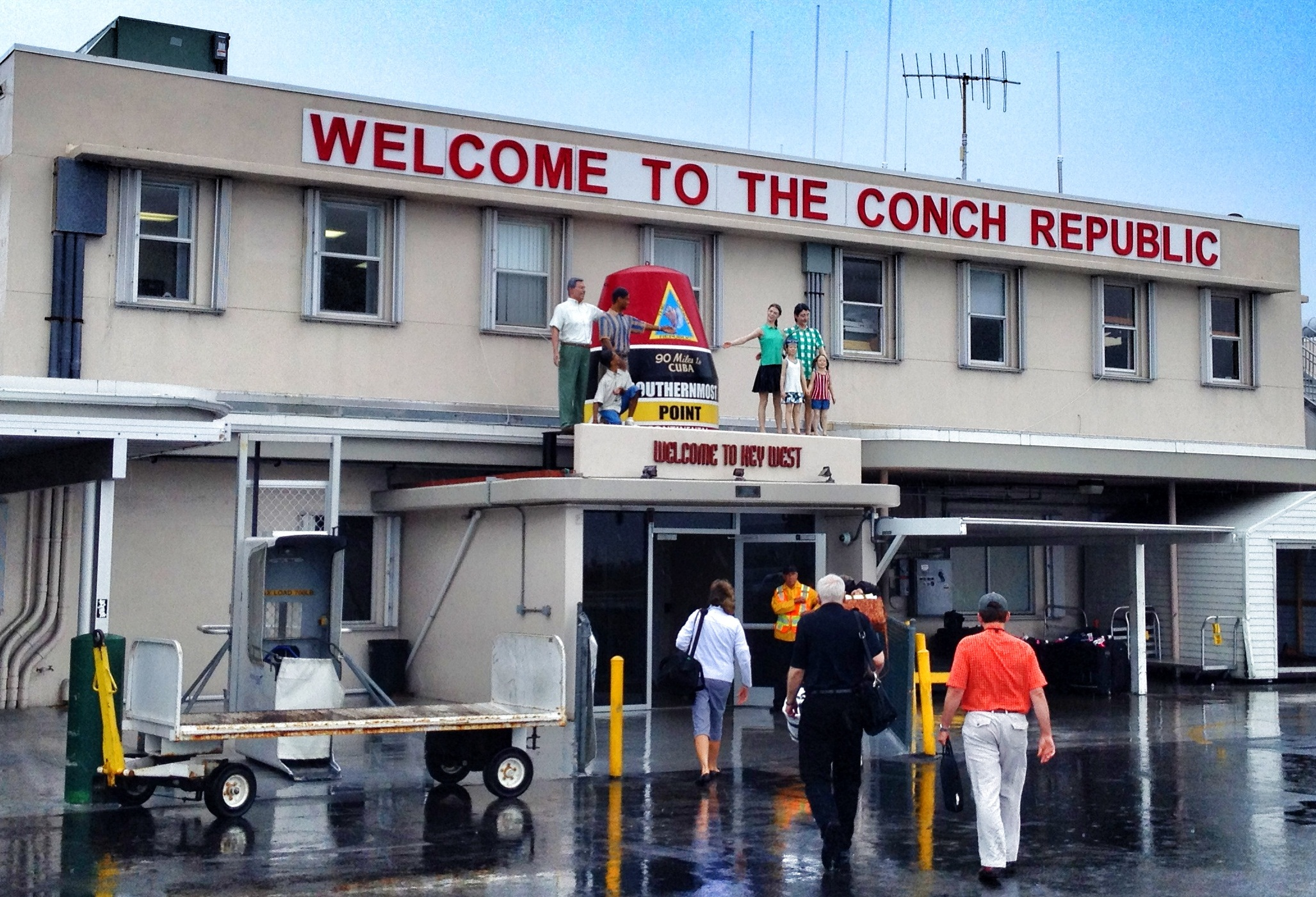
Nápis na letišti v Key West vítá návštěvníky v Lasturové republice
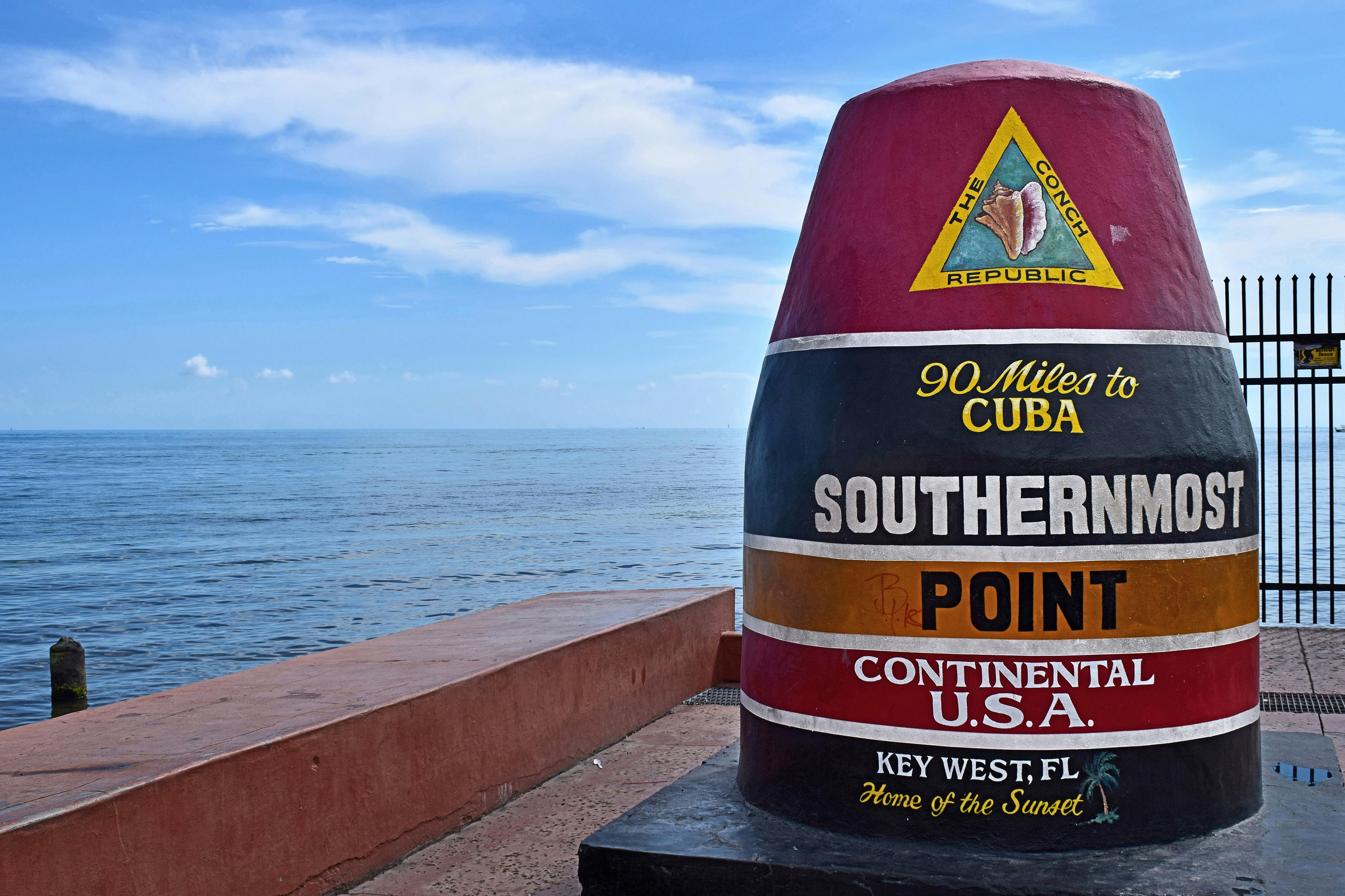
Bóje se znakem Lasturové republiky označující nejjižnější bod USA
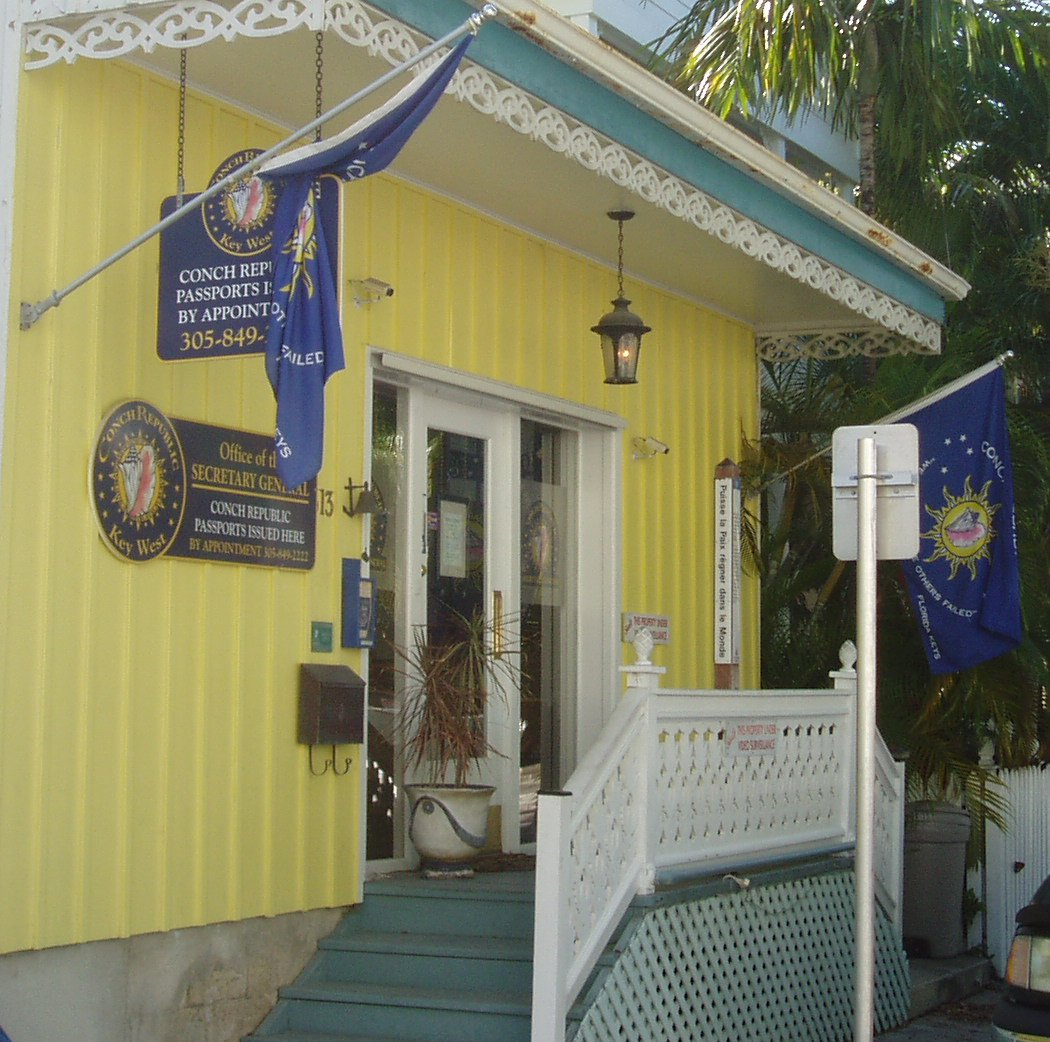
Sídlo vlády
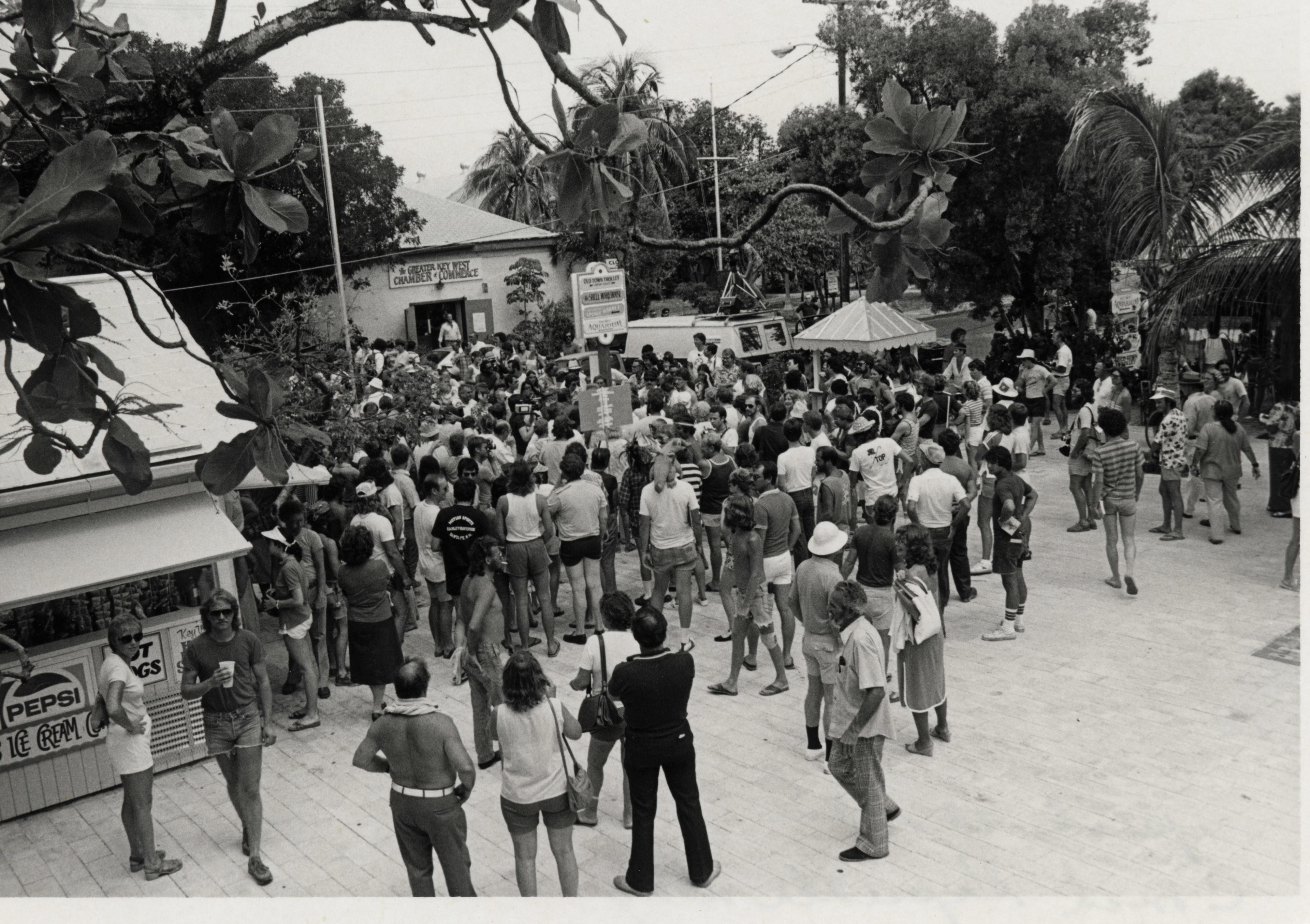
Vyhlášení Lasturové republiky 23. dubna 1982
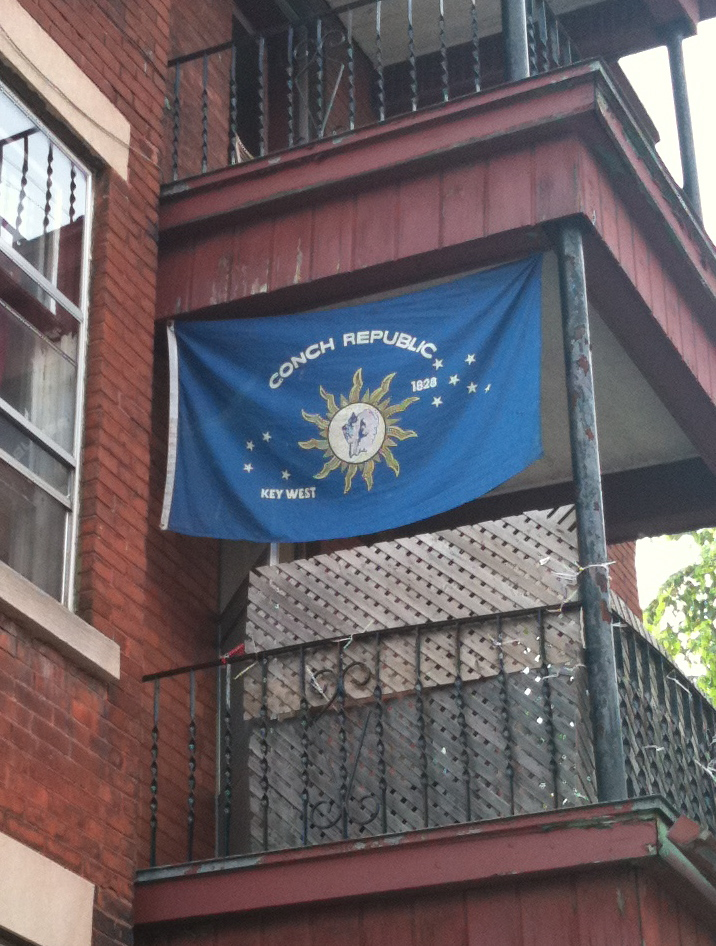
Vlajka Lasturové republiky na balkóně